# Vladimír Reiber
Vladimír Reiber (* 5. května 1948) je český politik, počátkem 21. století poslanec Poslanecké sněmovny za KSČM.

## Biografie
Je absolventem Vojenské akademie Antonína Zápotockého v Brně, působil coby voják z povolání na velitelských a štábních pozicích. Podle jiného zdroje pracoval coby civilní zaměstnanec u Veřejné bezpečnosti. V letech 1997-2000 byl vedoucím ekonomického oddělení Okresního ředitelství Policie ČR v Děčíně. Pak pracoval jako soukromý podnikatel v oboru účetnictví.
V komunálních volbách roku 2002, komunálních volbách roku 2006 a komunálních volbách roku 2010 byl za KSČM zvolen do zastupitelstva města Varnsdorf. Profesně se k roku 2002 uvádí coby podnikatel, v roce 2006 a 2010 jako důchodce. V roce 2006 se uvádí coby předseda organizace KSČM ve Varnsdorfu.
Ve volbách v roce 2002 kandidoval do poslanecké sněmovny za KSČM (volební obvod Ústecký kraj). Nebyl zvolen, ale do sněmovny nastoupil dodatečně jako náhradník v červenci 2004 poté, co po zvolení do Evropského parlamentu rezignoval Jaromír Kohlíček. Byl členem sněmovního zahraničního výboru. Ve sněmovně setrval do voleb v roce 2006.
V senátních volbách roku 2002 byl kandidátem KSČM za senátní obvod č. 33 - Děčín. V 1. kole získal 18 % hlasů a nepostoupil do 2. kola.